# Йоганнес Штайнгофф
Йоганнес Штайнгофф (нім. Johannes Steinhoff; нар. 15 вересня 1913, Рослебен, Саксонія — пом. 21 лютого 1994, Бонн) — німецький військовий льотчик-ас за часів Третього Рейху. Один з найрезультативніших асів Люфтваффе, здобув 176 перемог у повітряних боях. Оберст (1945) Люфтваффе. Кавалер Лицарського хреста Залізного хреста з Дубовим листям та Мечами (1945). Після створення Бундесверу — один з керівників створення військово-повітряних сил Західної Німеччини, де пройшов шлях до генерала авіації Люфтваффе.

## Біографія
В 1932—1934 роках навчався на філологічному факультеті Єнського університету. В 1934 році призваний на службу в рейхсмаріне. Направлений в Морську офіцерську школу, але в 1936 році домігся переводу в школу льотчиків. В 1939 році призначений командиром 10-ї ескадрильї 26-ї винищувальної ескадри, літав на винищувачі Bf 109 D.
18 грудня 1939 року одержав першу перемогу, збивши британський бомбардувальник «Веллінгтон». проявив себе талановитим командиром і організатором. Під час битви за Британію командував 4-ю ескадрильєю 52-ї винищувальної ескадри. Учасник боїв на радянсько-німецькому фронті. 1 березня 1942 року призначений командиром 2-ї групи своєї ескадри.
Після довгих місяців боїв на Східному фронті переведений в Північну Африку. З 1 квітня 1943 року — командир 77-ї винищувальної ескадри, дислокованої в Італії. Учасник боїв у Тунісі. Згодом став літати на реактивному винищувачі Me-262, на якому збив 6 ворожих літаків. З 1 грудня 1944 року — командир 7-ї винищувальної ескадри, оснащеної реактивними літаками. На початку 1945 року переведений в елітне з'єднання 44, яким командував Адольф Галланд. 18 квітня 1945 року при зльоті його винищувач вибухнув і Штайнгофф одержав дуже важкі опіки. Протягом двох років він переніс численні операції і довгі рокини не міг навіть закрити очі, поки в 1969 році йому не зробили нові повіки.
Всього за час бойових дій Штайнгофф здійснив 993 бойових вильоти і збив 176 літаків, з них 148 — на Східному фронті.
В 1947 році виписався з шпиталю і певний час займався бізнесом. В 1955 році одним з перших льотчиків поступив у ВПС ФРН. З 1956 року — заступник начальника штабу ВПС. З 1962 році направлений в НАТО в якості представника Німеччини, був начальником штабу ВПС НАТО в Центральній Європі, а потім інспектором авіації ФРН. 31 березня 1974 року вийшов у відставку.

## Нагороди
- Медаль «За вислугу років у Вермахті» 4-го класу (4 роки)
- Медаль «У пам'ять 13 березня 1938 року»
- Медаль «У пам'ять 1 жовтня 1938»
- Комбінований Знак Пілот-Спостерігач
- Залізний хрест 2-го і 1-го класів
- Почесний Кубок Люфтваффе
- Лицарський хрест Залізного хреста з дубовим листям і мечами
  - Лицарський хрест (30 серпня 1941) — за 35 перемог.
  - Дубове листя (№ 115; 2 вересня 1942) — за 101 перемогу.
  - Мечі (№ 82; 28 липня 1944) — за 167 перемог.
- Медаль «За зимову кампанію на Сході 1941/42»
- Кримський щит
- Медаль «За італо-німецьку кампанію в Африці» (Італія)
- Авіаційна планка винищувача в золоті з підвіскою «900»
- Нагрудний знак «За поранення» в золоті
- Орден «За заслуги перед Італійською Республікою», командорський хрест (1967)
- Орден «За заслуги перед Федеративною Республікою Німеччина», великий хрест із зіркою і плечовою стрічкою (4 липня 1972)
- Легіон Заслуг (США)

## Вшанування пам'яті
6 жовтня 1994 року берлінські казарми ВПС перейменували на Казарми генерала Штайнгоффа.

18 вересня 1997 року ім'я Штайнгоффа присвоїли 73-й винищувальній ескадрі Люфтваффе.
Військова кар'єра
- 1934 — кадет-цур-зее
- 1936 — лейтенант
- ? 1940 — обер-лейтенант
- 30 серпня 1941 — гауптман
- ? — майор
- ? — оберст-лейтенант
- 1 жовтня 1944 — оберст

- 1956 — бригадний генерал
- 1962 — генерал-майор
- ? — генерал-лейтенант
- ? — генерал авіації

## Твори
- Wohin treibt die NATO? Probleme der Verteidigung Westeuropas. Hoffmann und Campe, Hamburg 1976, ISBN 3-455-08986-0.
- In letzter Stunde. Verschwörung der Jagdflieger Vom Widerstand der Jagdflieger gegen Reichsmarschall Göring. Listverlag 1974 (Erstausgabe); Flechsig, 2005, ISBN 3-88189-592-2.
- Die Straße von Messina. Tagebuch des Kommodore. Flechsig, 2005, ISBN 3-88189-593-0.
- Deutsche im Zweiten Weltkrieg. Zeitzeugen sprechen. (mit Peter Pechel, Dennis Showalter, Geleitwort von Helmut Schmidt) Schneekluth, München, 4. Auflage 1989, ISBN 3-7951-1092-0.
- mit Reiner Pommerin: Strategiewechsel: Bundesrepublik und Nuklearstrategie in der Ära Adenauer-Kennedy. Baden-Baden 1992 (Nuclear History Program), ISBN 978-3-7890-2787-1.
- Steinhoff, Johannes(2005). In letzter Stunde. Verschwörung der Jagdflieger Vom Widerstand der Jagdflieger gegen Reichsmarschall Göring (in German). Flechsig. ISBN 3-88189-592-2. ISBN 0-09-129620-X.

## Відео
- Adolf Galland and Johannes Steinhoff interview [Архівовано 28 грудня 2011 у Wayback Machine.]